# This Is the Day…This Is the Hour…This Is This!
This Is the Day…This Is the Hour…This Is This! (в пер. с англ. Этот день…этот час…этот этот!) — второй студийный альбом британской рок-группы Pop Will Eat Itself, выпущенный 1 мая 1989 года лейблом RCA Records.

## Об альбоме
Запись материала к этой пластинке велась в 1988 году. В следующем 1989 году музыканты подписывают контракт с RCA Records и начинают сотрудничество с Марком Эллисом — продюсером, известным по своей работе с U2, Depeche Mode и Nine Inch Nails.
Выход пластинки This Is the Day…This Is the Hour…This Is This! состоялся 1 мая 1989 года. Диск стал первым релизом Pop Will Eat Itself, вошедшим в чарт UK Albums Chart, разместившись на 24-й строчке. Также This Is the Day…This Is the Hour…This Is This! является единственным альбомом группы, оказавшимся в Billboard Top Pop Albums; там пластинка заняла 169-е место, продержавшись на этой позиции три недели.

## Список композиций
Слова и музыка всех песен — Pop Will Eat Itself.
| №   | Название                                               | Длительность |
| --- | ------------------------------------------------------ | ------------ |
| 1.  | «PWEI Is a Four Letter Word»                           | 1:12         |
| 2.  | «Preaching to the Perverted»                           | 4:16         |
| 3.  | «Wise Up! Sucker»                                      | 3:17         |
| 4.  | «Sixteen Different Flavors of Hell»                    | 2:03         |
| 5.  | «Inject Me»                                            | 4:31         |
| 6.  | «Can U Dig It?»                                        | 4:32         |
| 7.  | «The Fuses Have Been Lit»                              | 4:03         |
| 8.  | «Poison to the Mind»                                   | 0:58         |
| 9.  | «Def. Con. One»                                        | 4:00         |
| 10. | «Radio PWEI»                                           | 3:37         |
| 11. | «Shortwave Transmission on 'Up to the Minuteman Nine'» | 1:01         |
| 12. | «Satellite Ecstatica»                                  | 3:33         |
| 13. | «Not Now James, We’re Busy»                            | 3:10         |
| 14. | «Wake Up! Time to Die…»                                | 6:42         |

Использованные семплы:
- «Preaching to the Perverted»: «Microphone Fiend» дуэта Eric B. & Rakim, «Countdown to Armageddon» группы Public Enemy, заглавная тема фильма «Воины».
- «Can U Dig It?»: заглавная тема фильма «Воины», заглавная тема телесериала «Сумеречная зона», «Black Is Black» трио Belle Époque.
- «Def.Con.One»: «Funkytown» группы Lipps Inc., «I Wanna Be Your Dog» группы The Stooges, «Right Now» группы The Creatures, «Time to Get Ill» группы Beastie Boys, «Hungry Heart» Брюса Спрингстина, «Crazy Horses» группы The Osmonds, заглавная тема телесериала «Сумеречная зона».
- «Radio P.W.E.I»: «Shout» группы Tears for Fears, «I Can’t Live Without My Radio» LL Cool J, «Bring the Noise» группы Public Enemy.
- «Not Now James, We’re Busy»: «Funky Drummer» Джеймса Брауна.
- «Wake Up Time! to Die»: заглавная тема фильма «Бегущий по лезвию».

## Участники записи
- Грээм Крээб — вокал
- Клинт Мэнселл — вокал
- Адам Моул — гитара
- Ричард Марч — гитара
- Dr. Nightmare — драм-машина
- DJ Winston — диджеинг
- Гэрри Хьюз — синтезатор
- Адам Уилсон — мастеринг
- The Designers Republic — дизайн

## Позиции в хит-парадах
| Хит-парад (1989)         | Высшая позиция |
| ------------------------ | -------------- |
| UK Albums Chart          | 24             |
| Billboard Top Pop Albums | 169            |

## История релиза
| Дата                 | Территория              | Лейбл       | Формат(ы)                              |
| -------------------- | ----------------------- | ----------- | -------------------------------------- |
| 1 мая 1989 года      | Великобритания          | RCA Records | CD, винил, компакт-кассета             |
| 18 июля 1989 года    | США · Япония            | RCA Records | CD, винил, компакт-кассета             |
| 1 марта 2004 года    | Япония                  | Sony BMG    | CD (переиздание)                       |
| 17 октября 2011 года | Великобритания · Европа | Cherry Red  | CD, цифровая дистрибуция (переиздание) |